# Palazzo Leoni Montanari

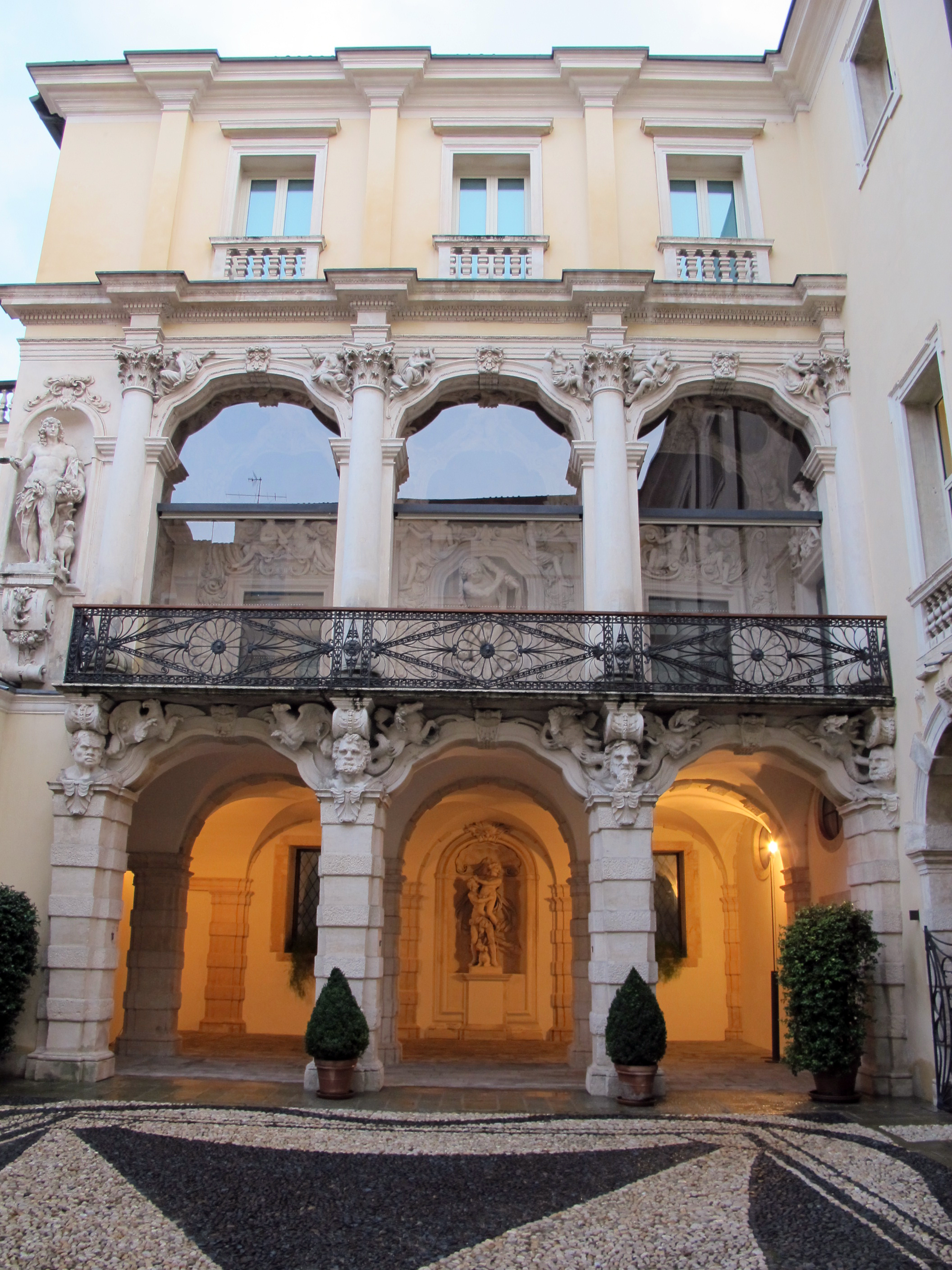
De gevel van het Palazzo Leoni Montanari in 2012

Het Palazzo Leoni Montanari is een barok stadspaleis in de Noord-Italiaanse stad Vicenza, waar sinds 1999 een kunstmuseum is ondergebracht van de Gallerie d'Italia. Het toont Venetiaanse kunst uit de 18e eeuw, Russische iconen en Oud-Grieks aardewerk.

## Geschiedenis
Het gebouw, opgetrokken voor de adellijke familie Leoni Montanari, was voltooid in 1678. Het werd vervolgens gedecoreerd, onder meer met fresco's van Paolo Pagani. In 1808 werd het paleis geërfd door graaf Girolamo Egidio Velo, die de eerste verdieping liet herdecoreren in neoklassieke stijl en er zijn oudheidkundige collectie onderbracht. In 1908 kocht de Banca Cattolica Vicentina het gebouw aan als hoofdzetel. Vanaf 1990 werd het Palazzo Leoni Montanari alleen nog gebruikt voor culturele activiteiten georganiseerd door de bank, zoals tentoonstellingen en concerten. In 1999 werd het een museum. In de aanpalende gebouwen huizen een Russische bibliotheek en een restauratielaboratorium.

## Collectie
Het museum bezit een belangrijke collectie schilderijen uit de 18e eeuw. Het gaat om veduti en groepsportretten door Venetiaanse meesters als Canaletto, Luca Carlevarijs, Francesco Guardi, Francesco Albotto, Francesco Zuccarelli en Pietro Longhi. De beeldhouwkunst is vertegenwoordigd met De val van de opstandige engelen, een virtuoos marmerwerk met een zestigtal figuren.
Andere delen van de collectie zijn de circa vierhonderd Russische iconen en de circa vijfhonderd beschilderde vazen, voornamelijk uit opgravingen in Ruvo di Puglia.